# Textur in der Kunst

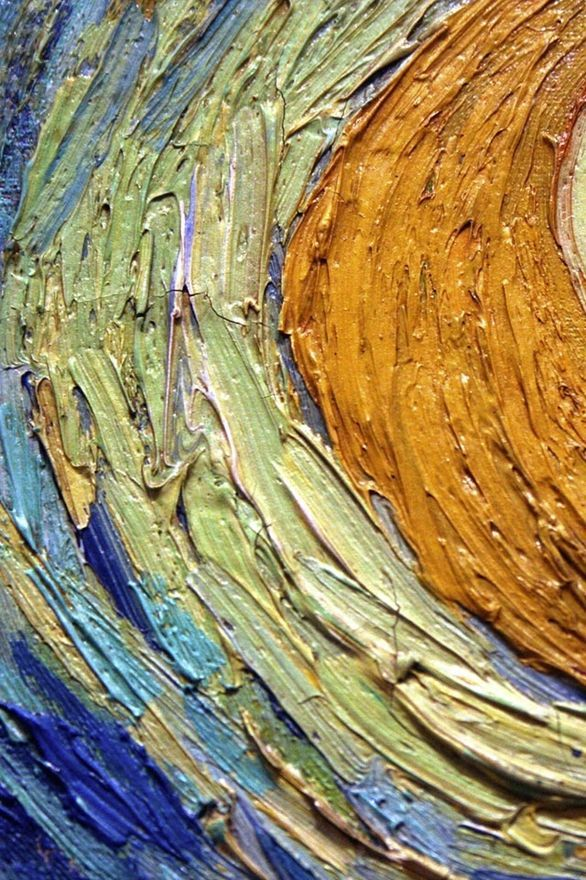
Die erhabene, physische Textur einer Ölmalerei durch pastosen Farbauftrag. Vincent van Gogh: Sternennacht. 1889. Detail.

Die Textur (von lateinisch textūra: Bauart, Gewebe, das Weben, Zusammenfügung, englisch: texture) bezeichnet im engeren Sinn die Bindung der Gewebe in der Weberei. Im übertragenen Sinn bezeichnet die Textur in der Kunst die Oberflächenstruktur bzw. den Oberflächencharakter eines Kunstwerks oder eines dort abgebildeten Objektes. Sie ist in der Kunst, Architektur und im Design ein wichtiges bildnerisches Mittel (Gestaltungselement) und wird neben der Analyse von Farben und Formen teils etwas verkannt. Texturen lassen sich in zwei Kategorien einteilen, die physische und die visuelle Textur.

## Physische Textur
Die physische Textur (auch fühlbare, haptische, taktile, tatsächliche Textur) beschreibt die dreidimensionale Oberflächenstruktur eines Kunstwerks. Sie bezieht sich auf die unmittelbar fühlbare Haptik der Oberfläche, die auch visuell wahrgenommen wird. Die Farbe spielt im Allgemeinen keine Rolle.
Die physische Textur ist wichtig bei Designobjekten wie Kissen, Lampen, Stühlen und Vasen, die wir im persönlichen Gebrauch berühren. Auch bei Architekturen ist das Anfassen von Materialien wie Beton, Holz, glasierten Kacheln, Kork, Natursteinen oder Rauputz eingeschränkt möglich – wegen unzugänglicher Höhen. Bei Kunstwerken (Malereien, Plastiken und Zeichnungen) können wir die physische Textur meist nur visuell erleben, da sie normalerweise, zum Beispiel in Museen, nicht berührt werden dürfen. Bei einem gemalten Bild ist die Textur durch die Art des Bildträgers (Leinwand, Holz, Papier usw.) und des Farbauftrages (lasierend, opak, pastos, mit Sand vermischt usw.) bestimmt. Die glatte Oberfläche einer Malerei aus lasierten Schichten wirkt anders als ein sparsamer Auftrag matter Farbe auf grober Leinwand oder ein pastoser Ölfarbenauftrag mit Glanz.

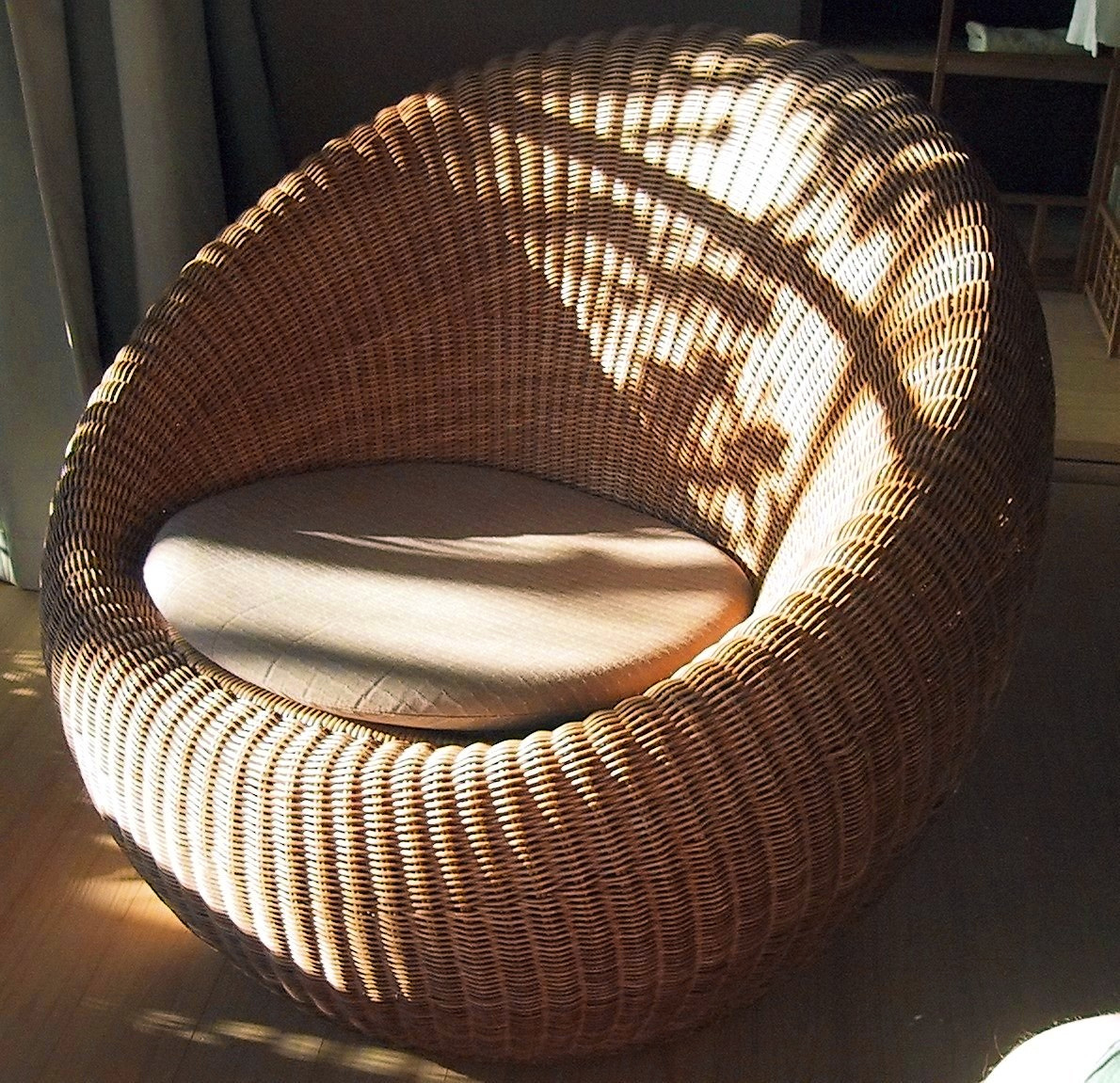
Physische Textur bei einem Designobjekt. Rattansessel.
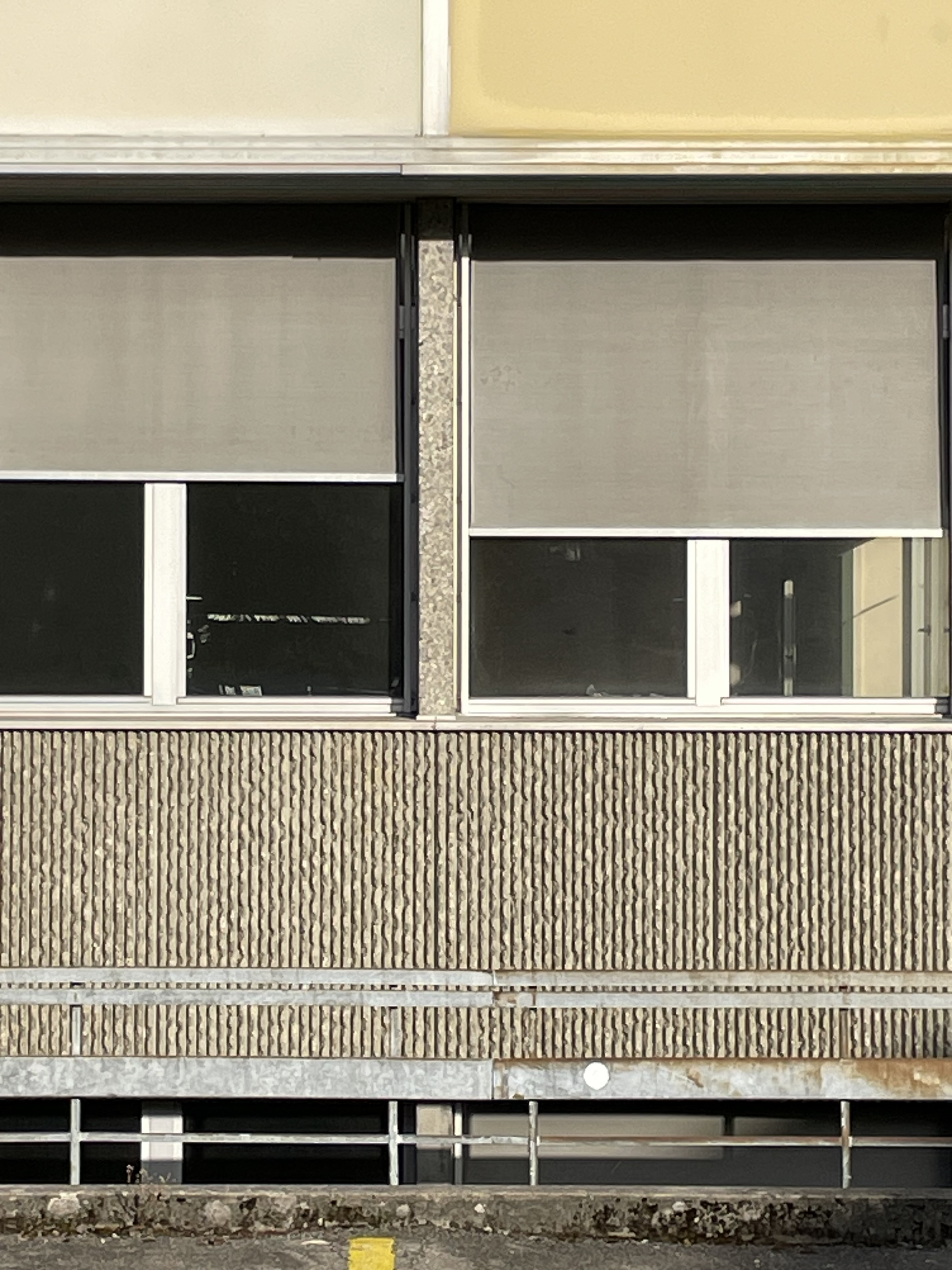
Unterschiedliche, physische Texturen bei einer Architektur. Detail einer Vorhangfassade aus Betonsockel, Glas (Fenster), Sonnenschutzrollos und gelblichem Metall.
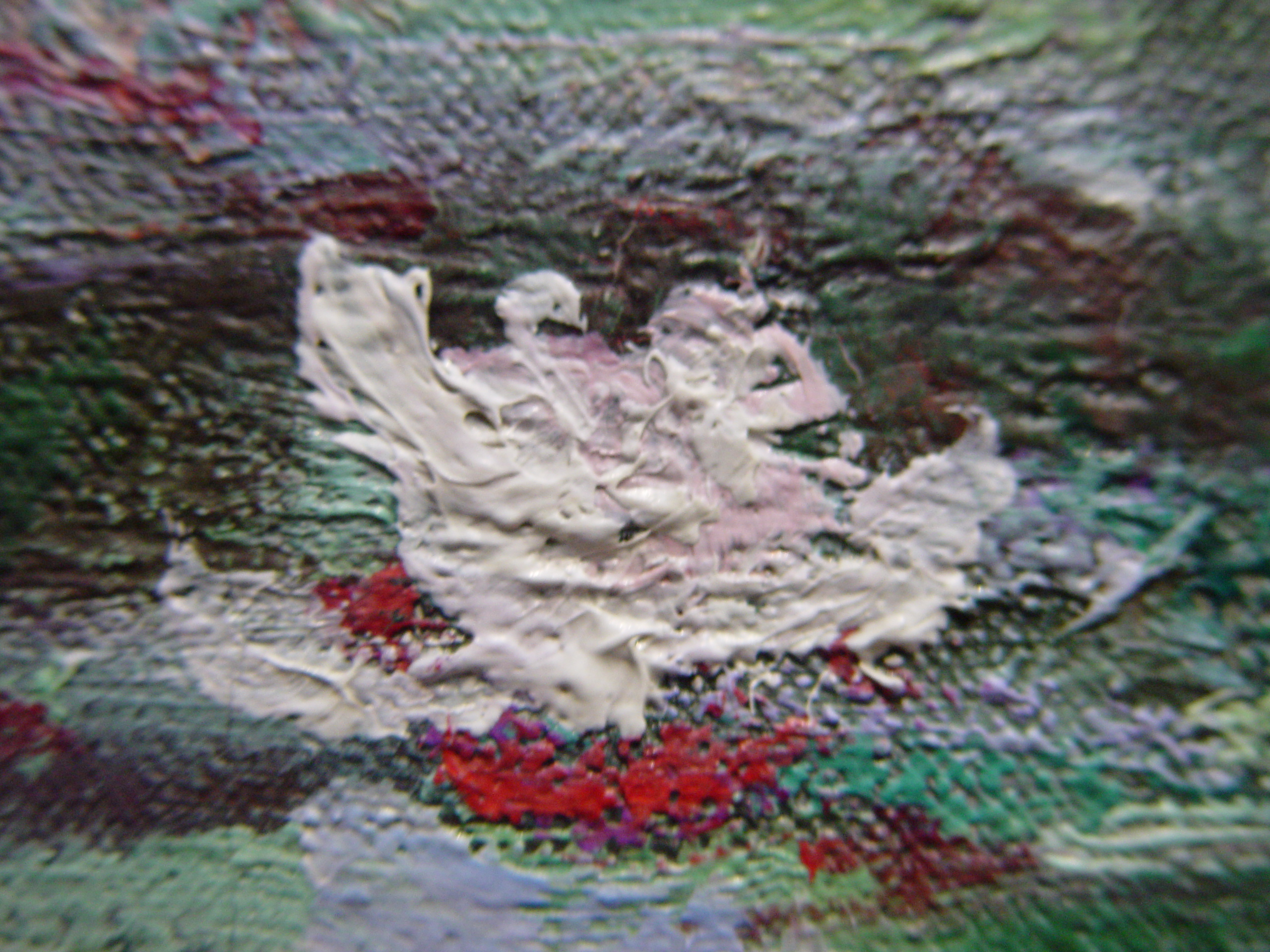
Z. T. pastoser und z. T. dünner Farbauftrag, bei dem die grobe Leinwand durchscheint. Claude Monet: Japanische Brücke, 1899. Detail.

## Visuelle Textur
Im Allgemeinen imitiert (simuliert) die visuelle Textur (auch implizite, sichtbare Textur) den visuellen Eindruck einer physischen Textur von Gegenständen in einem zweidimensionalen Bild. Sie kann gemalt, gezeichnet, gedruckt oder fotografiert sein. Auch wenn das Kunstwerk zweidimensional bleibt, nimmt die Betrachterin oder der Betrachter dreidimensionale Qualitäten wahr. Es geht um Darstellung von Stofflichkeit, das heißt um die Nachahmung von Oberflächen wie Baumrinde, Blattwerk, Brett, Dornenhecke, Fell, Fels, Feuer, Gewebe, Haar, Haut, Mauerwerk, Wasser, Wolke oder Wiese. Zum Beispiel verwendet eine Malerin, die realistische Stillleben malt, geschickt verschiedene Pinselstriche und Farbaufträge, um die Oberflächen von Früchten oder Blumen möglichst naturgetreu nachzuempfinden. Aber nicht immer sind visuelle Texturen authentisch. Sie können abstrahiert, völlig abstrakt, verfremdet oder phantasievoll und unnatürlich eingesetzt sein, um einen bestimmten Effekt zu erzeugen.

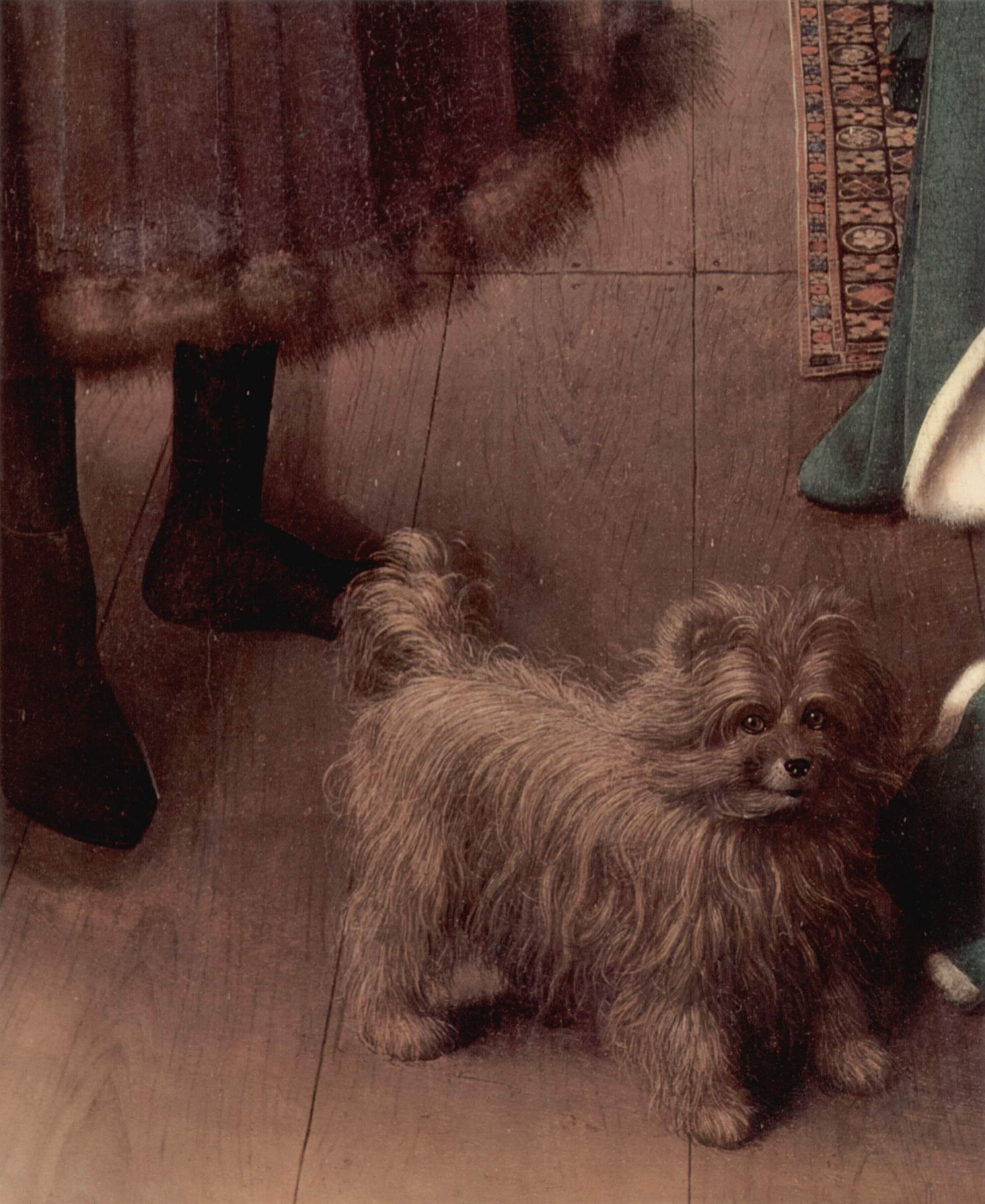
In dem Gemälde sind die Haare des Hundes, die Maserung der Holzdielen und das Fellfutter der Gewänder naturgetreu nachgeahmt. Jan van Eyck: Arnolfini-Hochzeit, 1434. Detail.
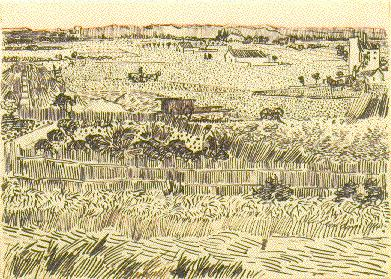
Texturen aus Punkten und Linien geben vereinfacht die unterschiedlichen Landschaftselemente wieder. Vincent van Gogh: Ernte in der Provence, 1888.
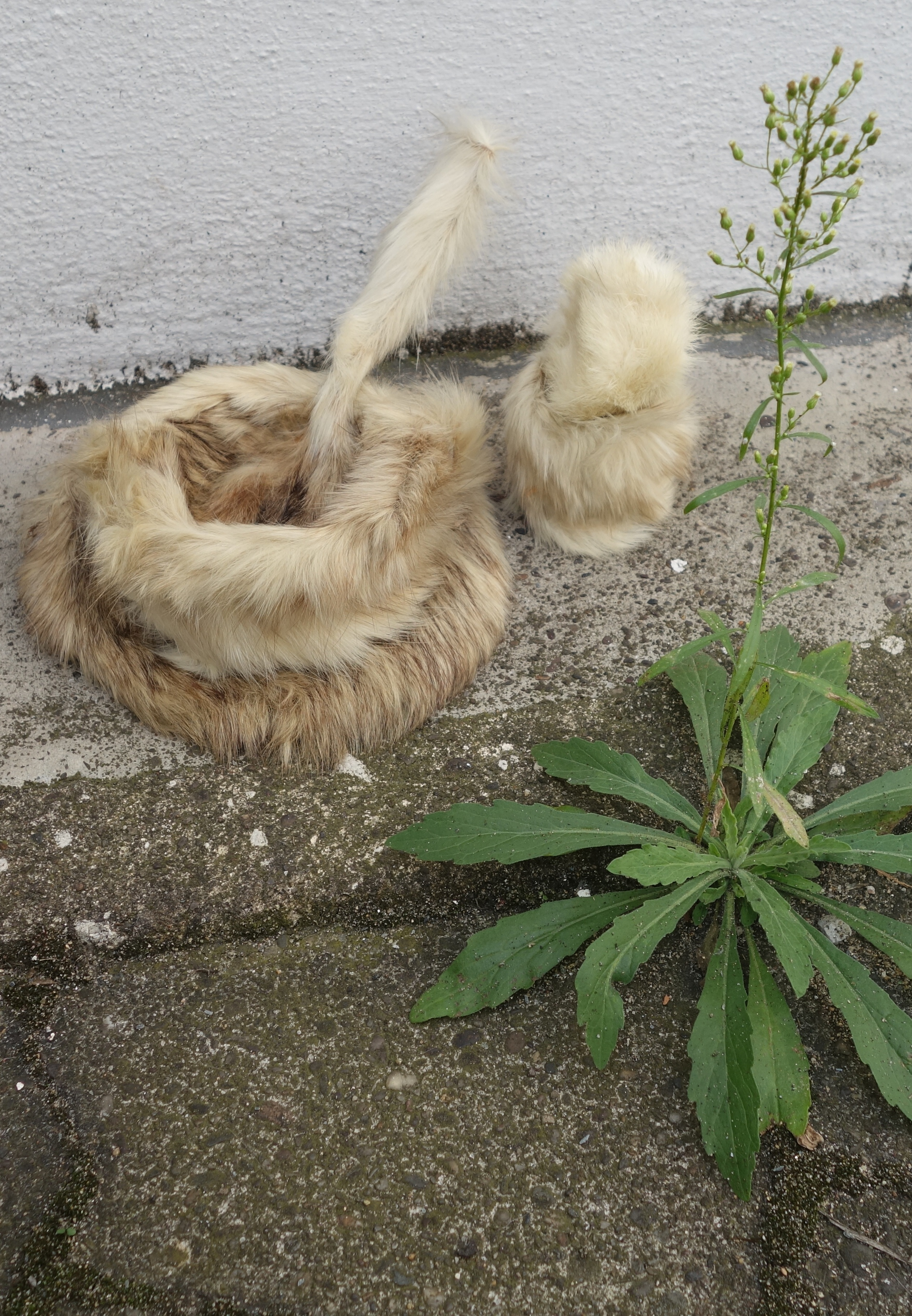
Surreal verfremdete Textur. Frühstücksgeschirr mit Fellüberzug. Frei nach Meret Oppenheim: Frühstück im Pelz, 1936.

## Eigenschaften
Je nachdem, ob die Oberfläche glatt ist oder größere Höhenunterschiede aufweist, kann sich eine schwache oder stark reliefartige Wirkung mit entsprechender Licht- und Schattenbildung entfalten. Schließlich beeinflusst die Durchlässigkeit die Fühl- und Sichtbarkeit einer Texturschicht sowie der darunterliegenden Elemente. Außerdem unterstützen Texturen die Darstellung der Räumlichkeit. Bei Darstellungen eines räumlichen Gegenstandes nimmt die Textur in den Schattenpartien ab, ebenso die Textur von weit entfernten Objekten.

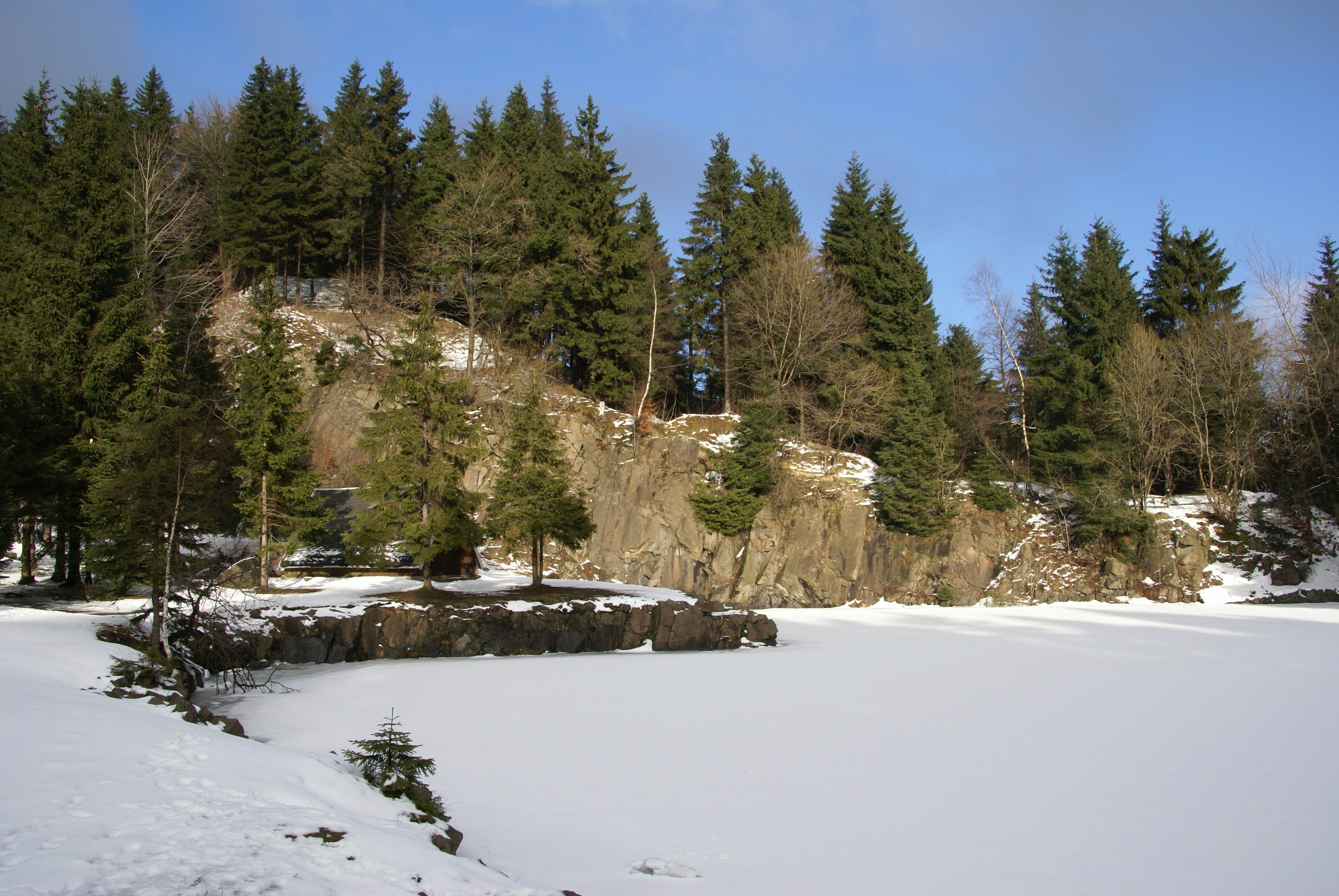
Die Reliefwirkung bei Felsen und Bäumen wird durch Licht- und Schatten-Bildung deutlich, wohingegen die glatte Schneefläche einheitlich weiß bleibt. Bergsee Ebertswiese im Winter.
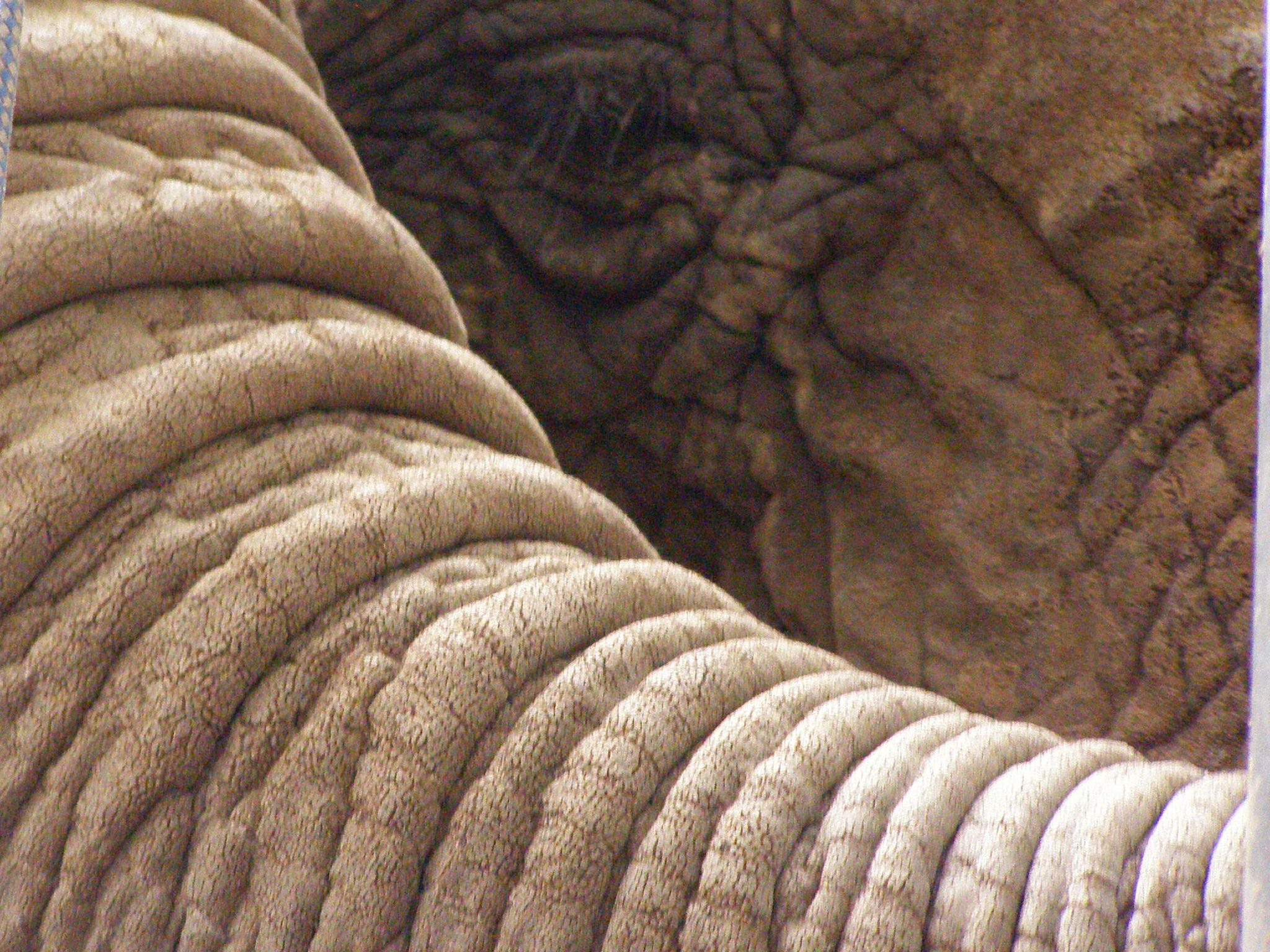
Im Hellen ist die Textur der Elefantenhaut deutlicher sichtbar als im Schatten. Nahaufnahme eines Elefantenrüssels.
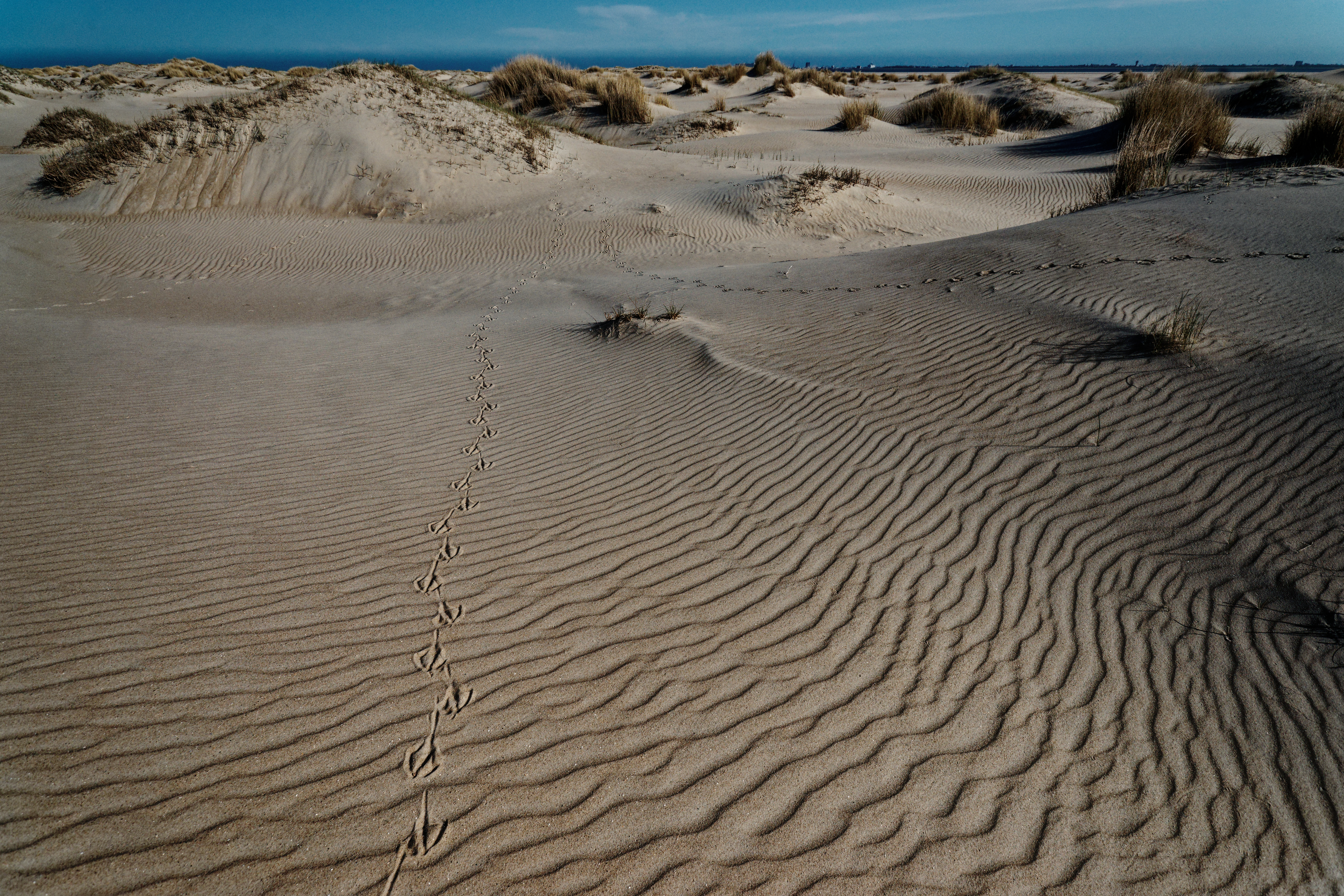
Die Textur der Sandrippel (Sandwellen) ist mit zunehmender Entfernung immer weniger sichtbar. Naturschutzgebiet De Hors auf der Insel Texel, Niederlande

## Wirkung
Allgemein kann eine Textur glänzend, matt, rau, hart, flauschig, weich, körnig, glatt, durchsichtig, kühl, metallisch, textil, beruhigend, dynamisch, melancholisch oder irritierend wirken u. v. m. Ein grob behauener Stein eines Bossenmauerwerks wirkt repräsentativ, schwer, wehrhaft und traditionell. Eine unverputzte Betonwand hingegen hinterlässt einen modernen, reduktionistischen, aber auch kalten und abweisenden Eindruck. Chinesische Tusche auf Seide wirkt eher edel und weich, während weicher Graphit auf körnigem Papier einen belebten und flackernden Eindruck hervorruft. Eine grobe und unregelmäßige Textur einer Skulptur wirkt dynamisch und energiegeladen.

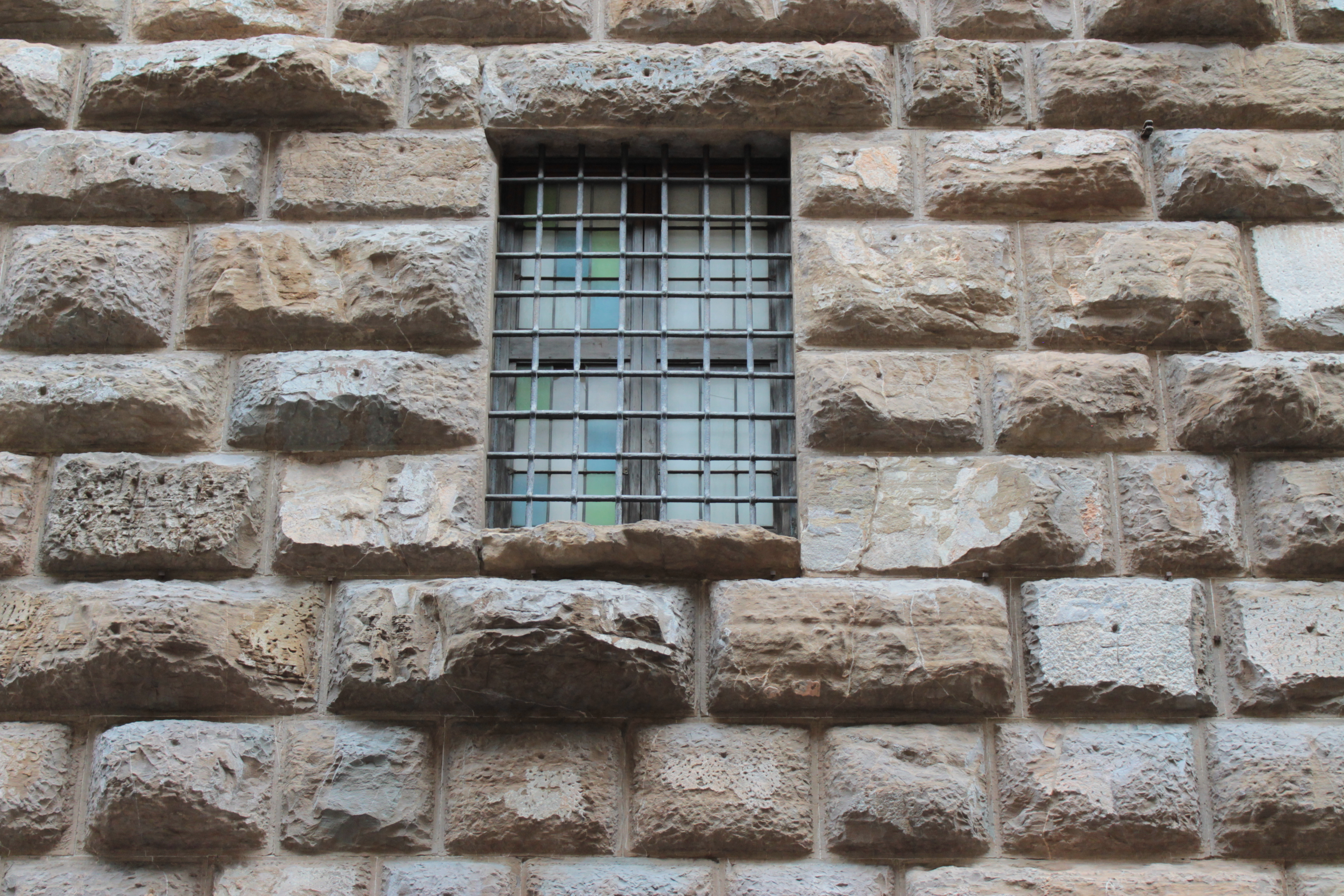
Bossenmauerwerk der Erdgeschoss-Fassade des Palazzo Medici-Riccardi in Florenz, um 1440
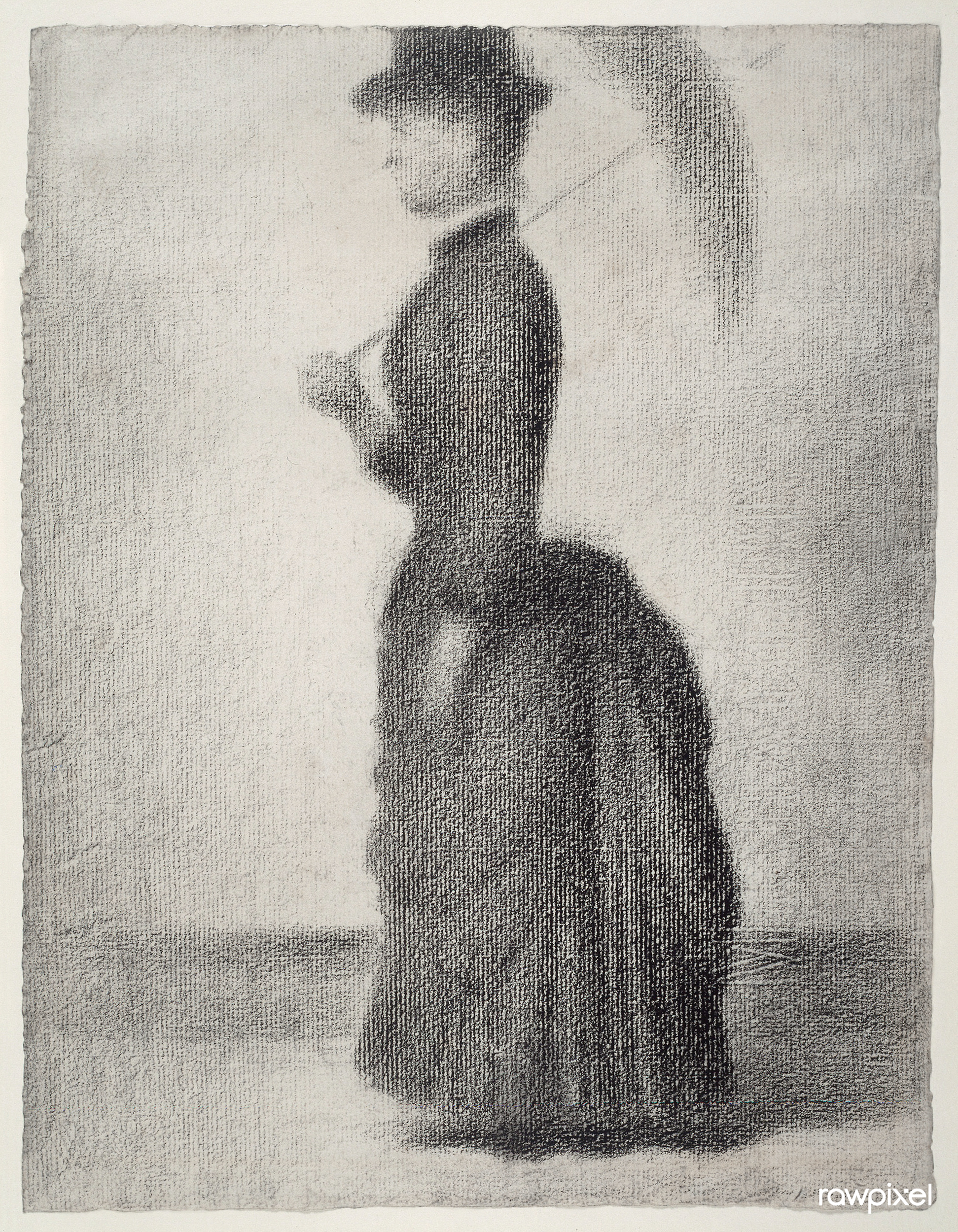
Kreidezeichnung auf grobkörnigem Papier. Georges Seurat: Gehende Frau mit Sonnenschirm. 1884.
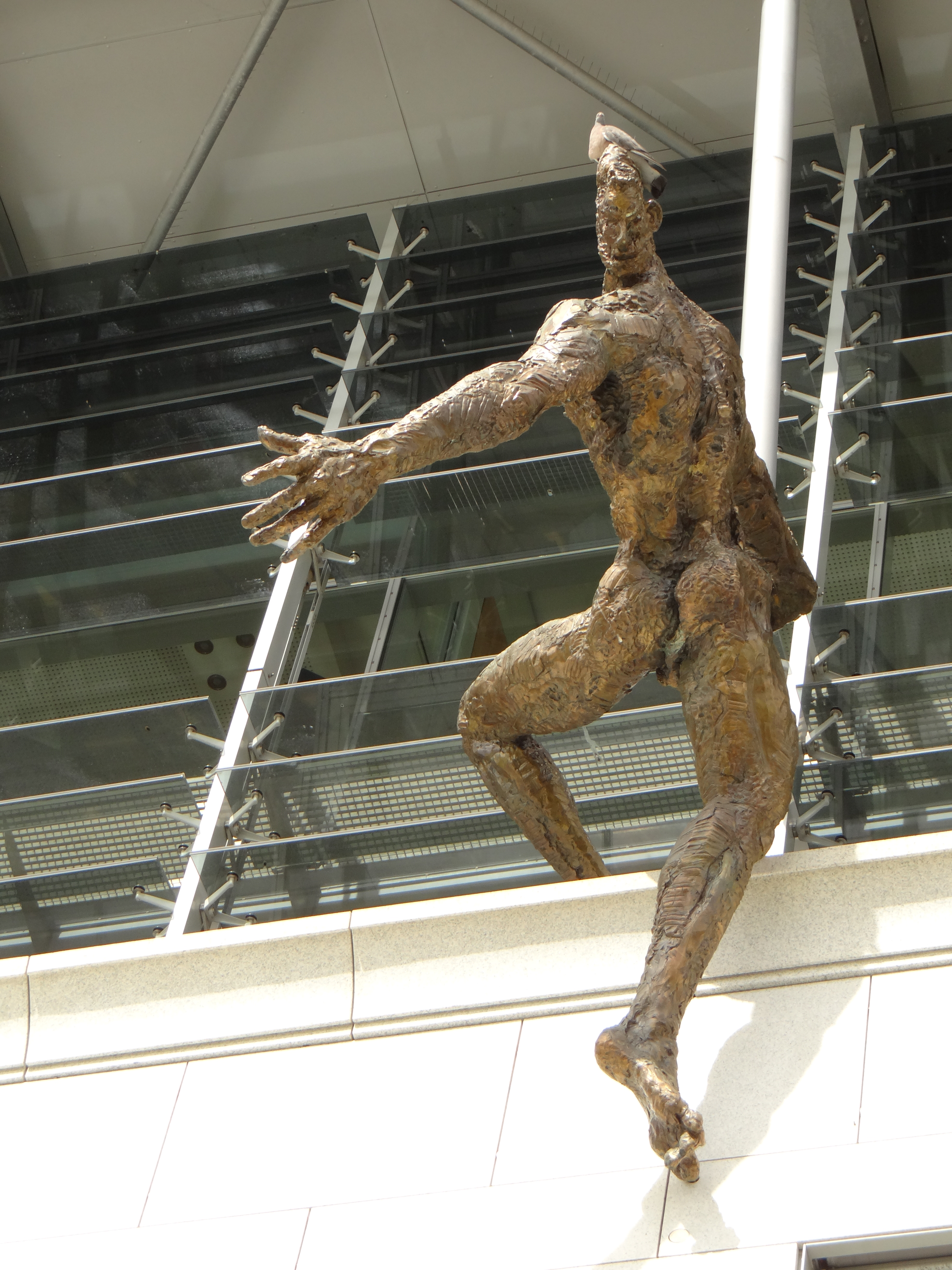
Die grobe, unebene Textur der Skulptur unterstützt die Wirkung von Aufstieg, Dynamik und Kraft. Rainer Fetting: Der Steiger, Bronzeplastik, Wilhelmshaven, 2000.

## Problem bei Reproduktionen
Fotografien von Kunstwerken sind wertvolle Hilfsmittel und über Bücher oder Internet überall und schnell zugänglich. Allerdings sind die beliebigen Formate und verfälschte Farben mit Misstrauen zu betrachten. Vor allem aber fehlt den Abbildungen die Textur. Das heißt, Glätte, Glanz, Korn, Leuchtkraft, Rauheit oder Weichheit können nicht vermittelt werden. Deshalb können Reproduktionen den Eindruck vor dem Original nicht ersetzen.

## Struktur – Textur – Faktur
Im engeren Sinn bezeichnet die Struktur (von lateinisch strūctūra: Bauart, Zusammenfügung, englisch: structure) den grundsätzlichen, inneren Aufbau und die Anordnung der Teile in einem Objekt. Die Struktur lässt sich beispielsweise durch Mikroaufnahmen sichtbar machen (z. B. kristalline Struktur von Metall, Faserstruktur von Papier). Im Unterschied zur Struktur bleibt die Textur an der Oberfläche und beschreibt deren Beschaffenheit (z. B. spiegelnde, hochglänzende Metalloberfläche, gerillte Wellpappe). Die Faktur (von lateinisch factūra: das Machen, die Bearbeitung, Bauart, Schöpfung, englisch/französisch: facture) beschreibt die individuelle Machart, die unverwechselbare Arbeitsspur, die Kunstschaffende absichtsvoll und mit typischen Malfarben und Werkzeugen an der Oberfläche herbeigeführt haben. Das ist insbesondere der charakteristische Pinselduktus einer Malerin oder eines Malers.
Insgesamt sind die Begriffe nicht einheitlich definiert. Sie werden oft verwechselt oder fast gleich beschrieben. Beispielsweise wird gelegentlich Struktur im weiteren Sinn verwendet und bezeichnet den gesamten inneren und äußeren Aufbau eines Kunstwerks, das heißt auch die Oberflächenstruktur und die individuellen Arbeitsspuren. Hier sind Textur und Faktur klärende Unterbegriffe der Struktur.

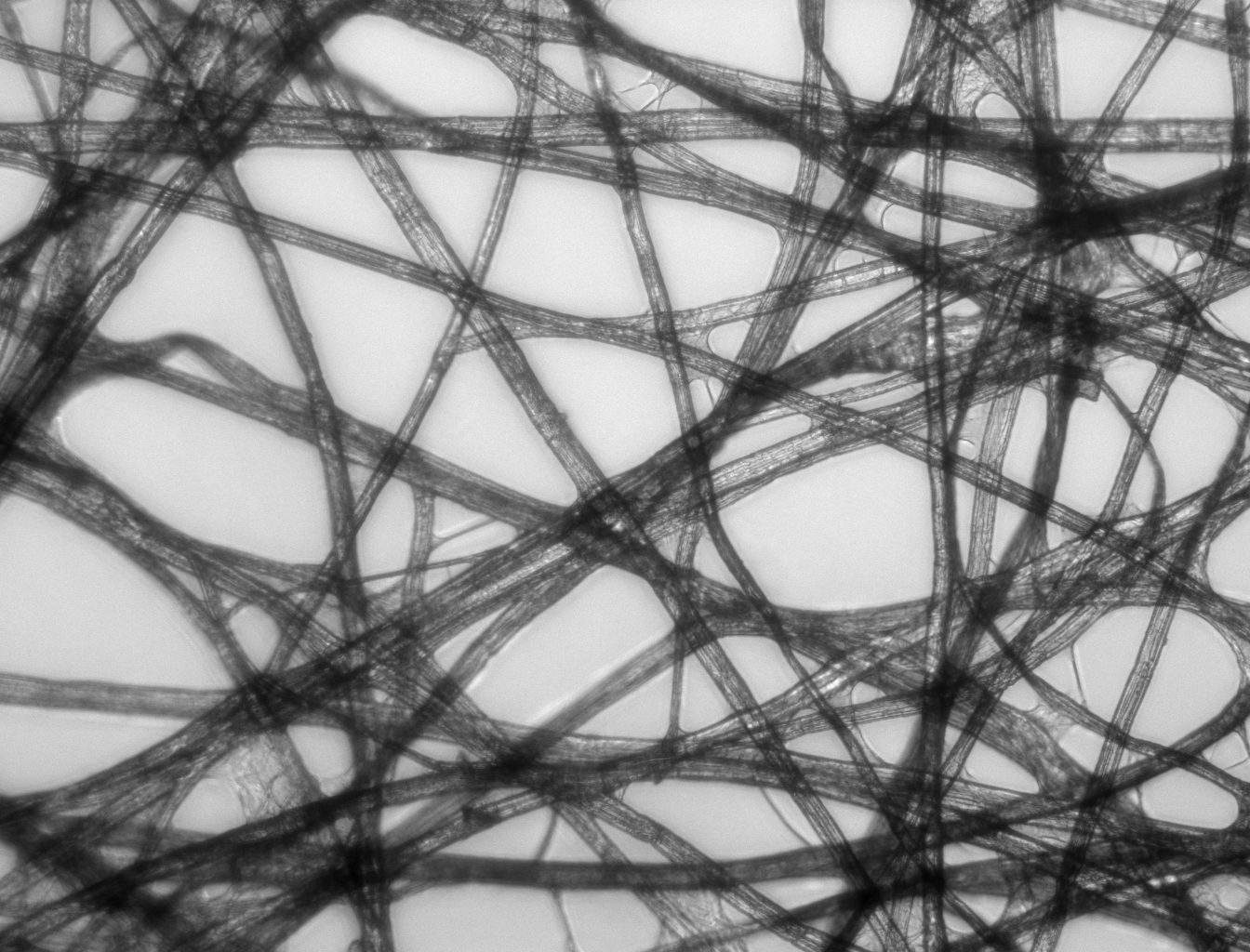
Faserige Struktur von Papier. Mikroskopische Aufnahme eines Papiertuchs zum Reinigen von optischen Linsen.
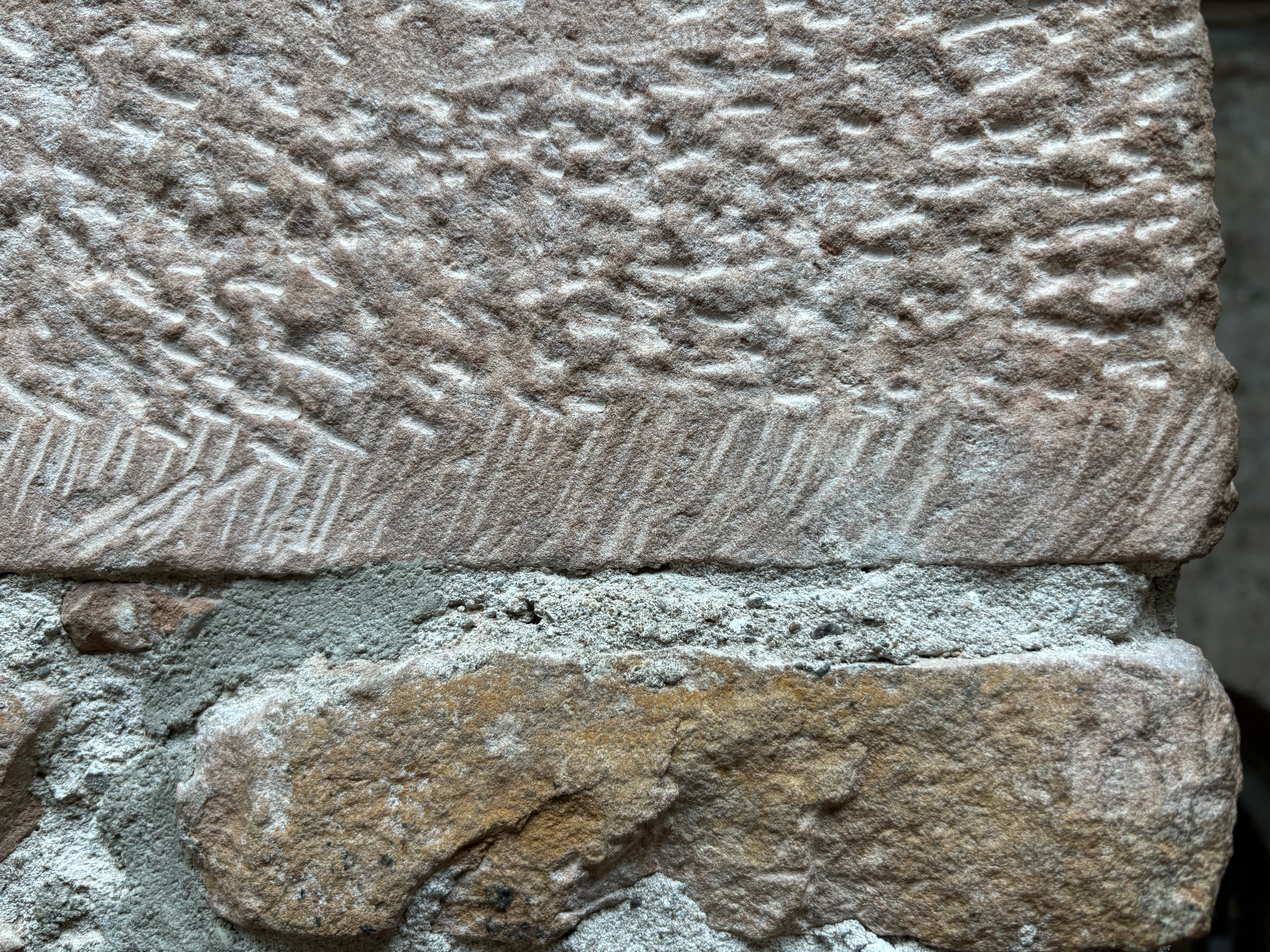
Der obere Stein weist deutliche Bearbeitungsspuren, d. h. eine Faktur, auf. Der untere Stein ist unbearbeitet und zeigt eine körnige, unregelmäßige Textur.
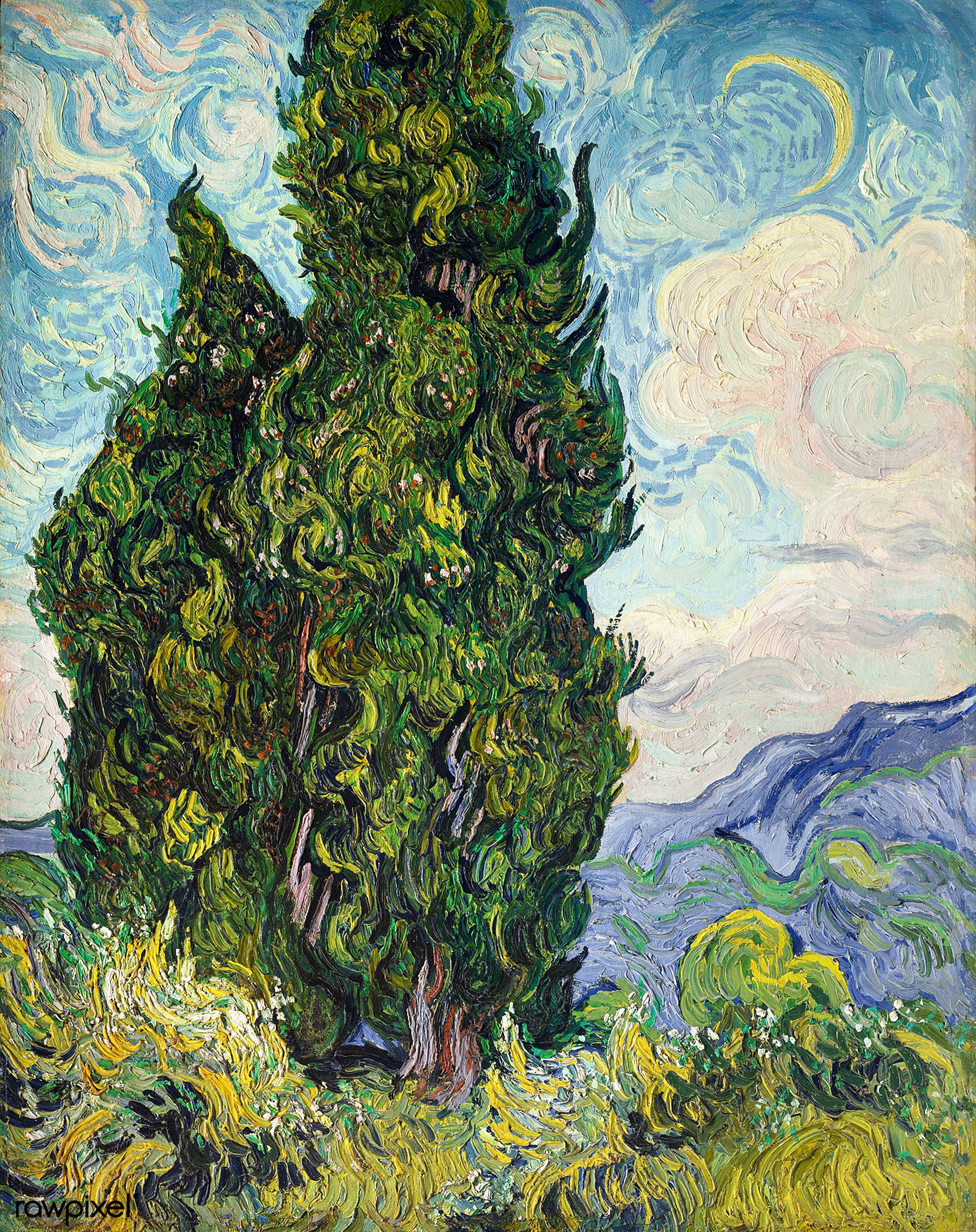
Das Gemälde zeigt eine charakteristische Faktur. Die Farbe ist pastos und in kleinen Strichen nebeneinander in Bögen, Wellenlinien, Spiralen und Kreisen aufgetragen. Vincent van Gogh: Zypressen, 1889.